# Upernaviarsuk
Upernaviarsuk forsøgsstation er Grønlands Selvstyres forsøgsgård og skole for landbrugserhvervet i Grønland. Stationen ligger ca. 7 km øst for Qaqortoq, og kan nås med båd. 

## Forsøg
Der arbejdes med landbrugsforsøg og -undervisning i et sub- til lavarktisk område. Indenfor husdyravlen er det den økonomisk vigtige fåreavl arbejdet koncentrerer sig om. Der arbejdes med udvikling af systematisk fåreavl, herunder det islandske fåreavlsprogram "Fjarvis" samt gennem fodringsforsøg. 
Der er endvidere et mindre kvæg- og hestehold på stationen, primært til undervisning. Indenfor planteavlsområdet er der forsøg med græssorter til hø og ensilage, samt forsøg med enårige foderafgrøder som rug, byg og havre samt rajgræs, tomater og kålarter. Der er endvidere forsøg og dyrkning af grønsager og havebrug i stationens gartneri og planteskole: stauder, buske og træer til anlæg.

## Skolen
Landbrugsskolen i Upernaviarsuk har 16 elever (efteråret 2008), eleverne er i hold på 3-7 elever på stationen af gangen mens resten er i praktik på gårde i Grønland, Island og Norge. Der er en stab i Upernaviarsuk på 4 personer i alt: en landbrugslærer/bestyrer, en driftsleder, en kok og en gartner.